# Sierning
Sierning är en ort och kommun i Österrike. Den ligger i distriktet Steyr-Land i förbundslandet Oberösterreich, 150 kilometer väster om huvudstaden Wien. 
Kommunen består av två orter (Ortschaften) (inom parentes invånarantal 1 januari 2024):
- Neuzeug (5 537)
- Sierning (4 250)